# William John Broderip

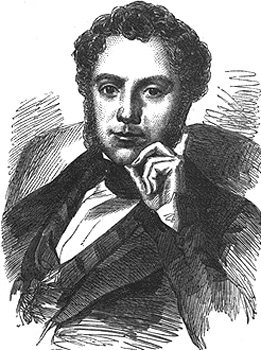
William Joseph Broderip

William John Broderip (* 21. November 1789 in Bristol; † 27. Februar 1859 in London) war ein britischer Jurist und Zoologe (Malakologe).

## Leben und Wirken
Broderip ging in Bristol zur Schule und studierte am Oriel College in Oxford unter anderem Anatomie, Chemie und Mineralogie mit dem B. A. 1812. Danach ging er zur juristischen Ausbildung an den Inner Temple in London. 1817 wurde er in Lincoln’s Inn als Anwalt zugelassen. Zunächst war er im westlichen Gerichtskreis (Western Circuit) und von 1822 bis 1846 Magistrat am Thames Police Court. Danach war er zehn Jahre in gleicher Funktion im Westminster Court, bevor er seine Stellung wegen Schwerhörigkeit aufgeben musste. 1850 wurde er Bencher am Gray’s Inn, 1851 Schatzmeister und außerdem war er dort Bibliothekar.
Er war ein begeisterter Sammler besonders von Conchylien. Seine Sammlung wurde später vom Natural History Museum erworben. Viele Exemplare der Sammlung dienten William Swainson als Vorlage für seine Beschreibungen in seiner Exotic Conchology (1821–1822). Broderip trug zum Thesaurus Conchyliorum von George Brettingham Sowerby I bei (Artikel zu Cymba, Melo 1847).

## Ehrungen
1824 wurde er Fellow der Linnean Society of London und 1825 der Geological Society of London. Am 14. Februar 1828 wurde Broderip als Mitglied („Fellow“) in die Royal Society gewählt.
Außerdem war er einer der Gründer (mit Stamford Raffles) und Fellow der Zoological Society of London.

## Schriften (Auswahl)
- Guide to the Gardens of the Zoological Society. 1829 – mit Nicholas Aylward Vigors.
- Hints for collecting Animals and their Products. 1832.
- Zoological Recreations. Henry Colburn, London 1847 (Digitalisat).
- Leaves from the Note-book of a Naturalist. 1852.

Er schrieb zoologische Beiträge für die Penny Cyclopaedia. 1861 schrieb er die historische Einleitung zur Abhandlung Memoir of the Dodo von Richard Owen.
Außerdem veröffentlichte er juristische Werke, zum Beispiel eine Neuauflage des Kommentars zu den Deichgesetzgebungen (Statute of Sewers) von Robert Callis.